# Legnano
Legnano là một thành phố và cộng đồng (comune) thủ phủ tỉnh Milano trong vùng Lombardia miền bắc nước Ý.
Đô thị Legnano có diện tích ki lô mét vuông, dân số thời điểm năm 31 tháng 5 năm 2010 là 51.147 người.
Đô thị Legnano có các đơn vị dân cư (frazioni) sau:
Legnano có cự ly 20 km (12 dặm) từ Milano ở bên kia sông Olona, đây là đô thị lớn thứ 13 vùng Lombardia.
Trận chiến lịch sử của Legnano, Legnano là thành phố một trong hai thành phố, cùng Roma, có tên trong bài quốc ca Ý. Mỗi Legnanesi năm nhớ trận chiến với Palio delle contrade.
Legnano nằm dọc theo sông Olona. Mặt đất là chủ yếu gồm đá cuội, sỏi, cát và đất sét. Nó đã từng được bao phủ bởi một lớp mỏng đất mùn, không phù hợp cho sinh trưởng của rừng.
Các bằng chứng cổ xưa nhất về khu định cư trong vùng Legnano thời tiền sử, sau đó, nó là một trung tâm Celtic, chinh phục bởi người La Mã trong thế kỷ 1 trước Công nguyên.
Trong thời Trung Cổ, Legnano là vị trí của các trận chiến trong đó, Hoàng đế Frederick I đã bị đánh bại của Liên đoàn Lombard (1176).
Từ 1820 đến 1915, với sự ra đời của nhiều công ty dệt may và cơ khí, thị trấn đã tăng phát triển từ nông nghiệp đến một trung tâm công nghiệp. Hầu hết các ngành công nghiệp dệt may đóng cửa trong năm 1960: ngày nay các lĩnh vực dịch vụ là một trong những phát triển mạnh nhất.
Các đô thị giáp ranh: 